# Бетова, Маргарита Меликовна
Маргари́та Ме́ликовна Бетова (в девичестве — Гаспаря́н; род. 1 сентября 1994, Москва) — российская теннисистка. Победительница шести турниров WTA (из них два в одиночном разряде); финалистка Кубка Федерации (2013) в составе национальной сборной России; финалистка парного турнира Orange Bowl (2010).

## Общая информация
Маргарита из спортивной семьи: её отец (армянин) — Мелик — занимался тяжёлой атлетикой, а мать — Людмила — биатлоном.
Гаспарян-младшая в теннисе с пяти лет. Домашний клуб — «ЦСКА» Москва. Любимые покрытия — трава и хард.
В юниорские годы россиянка часто имела различные проблемы со здоровьем, из-за чего тренеры даже пытались запретить ей играть бэкхенд одной рукой; в 17 лет Маргарита перенесла операцию на колене.
В 2021 году вышла замуж за своего тренера Сергея Бетова (род. 1987), в прошлом белорусского теннисиста. 23 декабря 2021 года у пары родился сын Даниил.

## Спортивная карьера

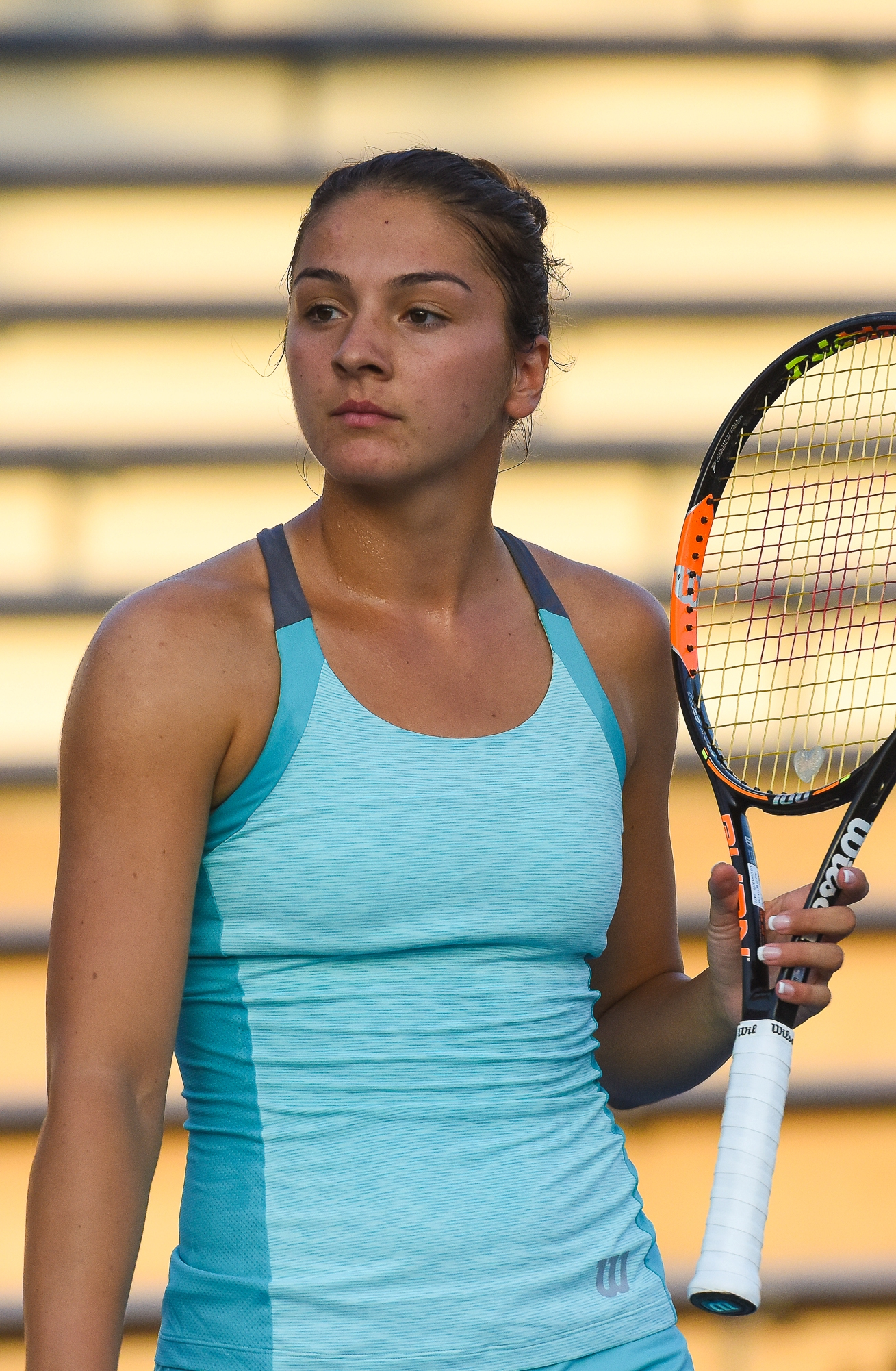
Гаспарян на Открытом чемпионате США 2015 года

Первое выступление на основных соревнованиях WTA-тура для Гаспарян состоялось в октябре 2011 года, когда она выступила в основной сетке парного разряда на Кубке Кремля в Москве. Первый титул из цикла ITF она также завоевала в парах на 10-тысячнике в Германии в январе 2012 года. В марте того же года Маргарита сделала «победный дубль», выиграв одиночные и парные соревнования на 25-тысячнике ITF в Москве. В мае она выиграла два 25-тысячника ITF в Москве в одиночках. В сентябре 2012 года она сделала дубль на 25-тысячнике ITF в Йошкар-Оле, а в октябре на Кубке Кремля впервые выступила в WTA-туре и в основных одиночных соревнованиях.
В сезоне 2013 года выиграла один титул ITF в одиночках и два в парах (на 25-тысячниках). В ноябре в возрасте 19-ти лет она дебютирует в составе сборной России в розыгрыше Кубка Федерации. Этот дебют пришёлся на финал турнира против сборной Италии. Россиянки проиграли тот матч в сухую (0-4), а Маргарита в дуэте с Ириной Хромачёвой сыграла уже ничего нерешавшую парную встречу, которую они проиграли.
В 2014 году наибольшего прогресса добилась в парном разряде. В марте она выиграла парный 50-тысячник ITF во Франции. В июле в команде с Виталией Дьяченко выигрывает 100-тысячник ITF в Астане. В сентябре в дуэте с Александрой Пановой она вышла в свой первый парный финал WTA на турнире в Ташкенте. Единственный титул в одиночном разряде в 2014 году Гаспарян завоевала в ноябре на 25-тысячнике ITF в Египте.
Сезон 2015 года начала победой на 25-тысячнике ITF во Франции в начале февраля. Через три недели она выиграла 25-тысячник ITF в Москве, а в апреле 50-тысячник во Франции. В мае Гаспарян выиграла парные соревнования 100-тысячника из цикла ITF в Трнаве в альянсе с Юлией Бейгельзимер. В том же месяце она смогла пройти квалификационный отбор на Открытый чемпионат Франции и, таким образом, впервые сыграть в основной сетке на турнирах серии Большого шлема. В первом же раунде Гаспарян проиграла хорватке Ане Конюх. Также через три раунда квалификации она попала на Уимблдонский турнир, где жребий свёл её в первом раунде с первой ракеткой мира Сереной Уильямс. Маргарита проиграла именитой сопернице в двух сетах (4-6, 1-6).
Летом 2015 года успешно выступила на турнире в Баку. Смогла завоевать дебютный трофей WTA сразу в обоих разрядах. В одиночном турнире представительница России обыграла в финале румынскую теннисистку Патричу Марию Циг — 6-3, 5-7, 6-0. После этой победы она впервые ворвалась в первую сотню мирового рейтинга, заняв там сразу 71-е место. В парном турнире она взяла главный приз совместно с Александрой Пановой. В октябре союз Гаспарян и Пановой принёс ещё один парный трофей, завоеванный на турнире в Ташкенте, где год назад они сыграли в финале. В октябре Гаспарян два раза выходила в четвертьфиналы WTA, на турнирах в Линце и Кубке Кремля в Москве. По итогам сезона заняла 62-е место.
В январе 2016 года на Открытом чемпионате Австралии показала лучший в карьере результат на турнирах Большого шлема. В первом раунде она обыграла № 17 посева Сару Эррани, затем смогла пройти Куруми Нару и Юлию Путинцеву. Оказавшись впервые в четвёртом раунде Большого шлема, Гаспарян встретилась на этой стадии с № 1 в мире Сереной Уильямс и проиграла ей, взяв всего три гейма за матч. В апреле Гаспарян неудачно сыграла за сборную в Кубке Федерации. Она проиграла два своих матча, а россиянки в целом уступили команде Беларуси со счётом 2-3. В том же месяце Маргарита испытала и приятные эмоции, победив в парном розыгрыше турнира в Праге в дуэте с Андреей Главачковой. На кортах Ролан Гаррос выбыла в первом раунде одиночного турнира, проиграв Слоан Стивенс. В парном же турнире она выступала со знаменитой соотечественницей Светланой Кузнецовой и их дуэт смог добраться до полуфинала тех соревнований. На Уимблдонском турнире Гаспарян не смогла доиграть матч первого раунда, против Денисы Аллертовой. Как выяснилось позже травма оказалась очень серьезной. Маргарита перенесла три операции на колене и первую пробную попытку вернуться к полноценным выступлениям совершила в октябре 2017 года, сыграв в квалификации Кубка Кремля.
В сентябре 2018 года, попав по защищенному рейтингу на турнир в Ташкенте, Гаспарян смогла завоевать титул. Это её вторая победа в одиночках в WTA-туре. В решающем матче была обыграна соотечественница Анастасия Потапова. Затем до конца сезона она отметилась двумя четвертьфиналами в WTA-туре и двумя полуфиналами в более младшей серии WTA 125 и смогла под конец года вернуться в топ-100 одиночного рейтинга.
В феврале 2019 года Гаспарян в альянсе с Екатериной Макаровой смогла выиграть парный приз турнира в Санкт-Петербурге. В апреле на турнире в Стамбуле дошла до полуфинала в одиночках, где проиграла теннисистке из Хорватии Петре Мартич, отказавшись от продолжения поединка после проигранного первого сета со счётом 1-6. На Уимблдонском турнире выбыла во втором раунде после поражения на отказе от украинской теннисистки — Элины Свитолиной (7:5, 5:6). В августе был достигнут парный финал турнира в Бронксе в партнёрстве с Моникой Никулеску. На Открытом чемпионате США проиграла во втором раунде британке Йоханне Конте в двух сетах. Осенью она один раз преодолела первый раунды и вышла в 1/4 финала — на турнире в Люксембурге.
В марте 2021 года на турнире WTA 500 в Санкт-Петербурге удалось выйти в финал, в котором она проиграла Дарье Касаткиной. После Ролан Гаррос 2021 года сделала паузу в карьере в связи с беременностью. На корт она вернулась в январе 2023 года и выступала под фамилией мужа — Бетова.

## Итоговое место в рейтинге WTA по годам
| Год  | Одиночный рейтинг | Парный рейтинг |
| 2024 | 1398              | 821            |
| 2023 | 888               |                |
| 2021 | 164               | 1604           |
| 2020 | 125               | 255            |
| 2019 | 87                | 95             |
| 2018 | 105               | 218            |
| 2016 | 115               | 41             |
| 2015 | 62                | 75             |
| 2014 | 217               | 99             |
| 2013 | 318               | 243            |
| 2012 | 231               | 280            |
| 2011 | 648               | 747            |

## Выступления на турнирах

### Финалы турнировWTAв одиночном разряде (3)

#### Победы (2)
| Легенда:                                   |
| ------------------------------------------ |
| Турниры Большого шлема (0)*                |
| Олимпиада (0)                              |
| Итоговый турнир WTA (0)                    |
| Premier Mandatory / WTA 1000 Mandatory (0) |
| Premier 5 / WTA 1000 (0)                   |
| Premier / WTA 500 (0+1)                    |
| International / WTA 250 (2+3)              |

| Титулы по покрытиям | Титулы по месту проведения матчей турнира |
| ------------------- | ----------------------------------------- |
| Хард (2+3)*         | Зал (0+1)                                 |
| Грунт (0+1)         | Зал (0+1)                                 |
| Трава (0)           | Открытый воздух (2+3)                     |
| Ковёр (0)           | Открытый воздух (2+3)                     |

* количество побед в одиночном разряде + количество побед в парном разряде.
| №  | Дата             | Турнир              | Покрытие | Соперница в финале | Счёт        |
| 1. | 2 августа 2015   | Баку, Азербайджан   | Хард     | Патрича Мария Циг  | 6-3 5-7 6-0 |
| 2. | 29 сентября 2018 | Ташкент, Узбекистан | Хард     | Анастасия Потапова | 6-2 6-1     |

#### Поражение (1)
| №  | Дата          | Турнир                  | Покрытие   | Соперница в финале | Счёт            |
| 1. | 21 марта 2021 | Санкт-Петербург, Россия | Хард (зал) | Дарья Касаткина    | 3-6 1-2 — отказ |

### Финалы турнировWTA 125иITFв одиночном разряде (11)

#### Победы (9)
| Легенда:                    |
| --------------------------- |
| WTA 125 (0)*                |
| 100.000 USD (0+2)           |
| 80.000 (75.000)** USD (0)   |
| 60.000 (50.000)** USD (1+1) |
| 25.000 USD (8+4)            |
| 15.000 (10.000)** USD (0+1) |

** призовой фонд до 2017 года
| Титулы по покрытиям | Титулы по месту проведения матчей турнира |
| ------------------- | ----------------------------------------- |
| Хард (7+5)*         | Зал (7+5)                                 |
| Грунт (1+1)         | Зал (7+5)                                 |
| Трава (0)           | Открытый воздух (2+3)                     |
| Ковёр (1+2)         | Открытый воздух (2+3)                     |

* количество побед в одиночном разряде + количество побед в парном разряде.
| №  | Дата             | Турнир                   | Покрытие    | Соперница в финале  | Счёт           |
| 1. | 25 марта 2012    | Москва, Россия           | Ковёр (зал) | Людмила Киченок     | 6-0 — отказ    |
| 2. | 5 мая 2012       | Москва, Россия           | Хард (зал)  | Чагла Бююкакчай     | 6-3 4-6 6-1    |
| 3. | 20 мая 2012      | Москва, Россия           | Грунт       | Дарья Гаврилова     | 4-6 6-4 7-6(2) |
| 4. | 22 сентября 2012 | Йошкар-Ола, Россия       | Хард (зал)  | Надежда Киченок     | 7-5 7-6(3)     |
| 5. | 17 ноября 2013   | Минск, Беларусь          | Хард (зал)  | Анастасия Васильева | 6-4 6-4        |
| 6. | 2 ноября 2014    | Шарм-эш-Шейх, Египет     | Хард        | Елица Костова       | 6-3 6-0        |
| 7. | 1 февраля 2015   | Андрезье-Бутеон, Франция | Хард (зал)  | Елица Костова       | 6-4 6-4        |
| 8. | 21 февраля 2015  | Москва, Россия           | Хард (зал)  | Каринэ Саркисова    | 6-0 6-4        |
| 9. | 4 апреля 2015    | Круасси-Бобур, Франция   | Хард (зал)  | Матильда Юханссон   | 6-3 6-4        |

#### Поражения (2)
| №  | Дата        | Турнир                             | Покрытие | Соперница в финале  | Счёт        |
| 1. | 10 мая 2015 | Трнава, Словакия                   | Грунт    | Данка Ковинич       | 5-7 3-6     |
| 2. | 27 мая 2018 | Лес-Франкесес-дель-Вальес, Испания | Хард     | Паула Бадоса Хиберт | 4-6 6-3 2-6 |

### Финалы турнировWTAв парном разряде (6)

#### Победы (4)
| №  | Дата           | Турнир                  | Покрытие   | Партнёрша          | Соперницы в финале              | Счёт           |
| 1. | 2 августа 2015 | Баку, Азербайджан       | Хард       | Александра Панова  | Виталия Дьяченко Ольга Савчук   | 6-3 7-5        |
| 2. | 3 октября 2015 | Ташкент, Узбекистан     | Хард       | Александра Панова  | Вера Душевина Катерина Синякова | 6-1 3-6 [10-3] |
| 3. | 29 апреля 2016 | Прага, Чехия            | Грунт      | Андреа Главачкова  | Мария Иригойен Паула Каня       | 6-4 6-2        |
| 4. | 3 февраля 2019 | Санкт-Петербург, Россия | Хард (зал) | Екатерина Макарова | Анна Калинская Виктория Кужмова | 7-5 7-5        |

#### Поражения (2)
| №  | Дата             | Турнир              | Покрытие | Партнёрша         | Соперницы в финале                    | Счёт           |
| 1. | 14 сентября 2014 | Ташкент, Узбекистан | Хард     | Александра Панова | Александра Крунич Катерина Синякова   | 2-6 1-6        |
| 2. | 23 августа 2019  | Нью-Йорк, США       | Хард     | Моника Никулеску  | Мария Хосе Мартинес Санчес Дарья Юрак | 5-7 6-2 [7-10] |

### Финалы турнировWTA 125иITFв парном разряде (14)

#### Победы (8)
| №  | Дата             | Турнир                 | Покрытие    | Партнёрша           | Соперницы в финале                      | Счёт              |
| 1. | 28 января 2012   | Карст, Германия        | Ковёр (зал) | Анна Смолина        | Александра Артамонова Марина Мельникова | 6-7(2) 6-2 [10-8] |
| 2. | 24 марта 2012    | Москва, Россия         | Ковёр (зал) | Анна-Арина Марьенко | Валентина Ивахненко Екатерина Козлова   | 3-6 7-6(4) [10-6] |
| 3. | 21 сентября 2012 | Йошкар-Ола, Россия     | Хард (зал)  | Вероника Капшай     | Ирина Бурячок Валерия Соловьёва         | 6-4 2-6 [11-9]    |
| 4. | 24 февраля 2013  | Москва, Россия         | Хард (зал)  | Полина Монова       | Марина Заневская Валерия Соловьёва      | 6-4 2-6 [10-5]    |
| 5. | 9 июня 2013      | Карши, Узбекистан      | Хард        | Полина Пехова       | Вероника Капшай Теодора Мирчич          | 6-2 6-1           |
| 6. | 30 марта 2014    | Круасси-Бобур, Франция | Хард (зал)  | Людмила Киченок     | Кристина Барруа Элени Данилиду          | 6-2 6-4           |
| 7. | 27 июля 2014     | Астана, Казахстан      | Хард        | Виталия Дьяченко    | Михаэла Був Анна-Лена Фридзам           | 6-4 6-1           |
| 8. | 9 мая 2015       | Трнава, Словакия       | Грунт       | Юлия Бейгельзимер   | Александра Крунич Петра Мартич          | 6-3 6-2           |

#### Поражения (6)
| №  | Дата             | Турнир                   | Покрытие   | Партнёрша          | Соперницы в финале                 | Счёт           |
| 1. | 30 декабря 2011  | Тюмень, Россия           | Хард (зал) | Натела Дзаламидзе  | Дарья Кустова Ольга Савчук         | 0-6 2-6        |
| 2. | 27 января 2013   | Андрезье-Бутеон, Франция | Хард (зал) | Ольга Савчук       | Ана Врлич Амра Садикович           | 7-5 5-7 [4-10] |
| 3. | 27 сентября 2013 | Клермон-Ферран, Франция  | Хард (зал) | Алёна Сотникова    | Марта Домаховская Михаэлла Крайчек | 7-5 4-6 [8-10] |
| 4. | 9 февраля 2014   | Гренобль, Франция        | Хард (зал) | Екатерина Козлова  | Анастасия Васильева София Шапатава | 1-6 4-6        |
| 5. | 11 мая 2014      | Трнава, Словакия         | Грунт      | Евгения Родина     | Штефани Фогт Чжэн Сайсай           | 4-6 2-6        |
| 6. | 15 ноября 2015   | Лимож, Франция           | Хард (зал) | Оксана Калашникова | Барбора Крейчикова Мэнди Минелла   | 6-1 5-7 [6-10] |

### Финалы командных турниров (1)

#### Поражение (1)
| №  | Год  | Турнир          | Команда                                                | Соперник в финале                             | Счёт в финале |
| 1. | 2013 | Кубок Федерации | Россия М.Гаспарян, А.Клейбанова, А.Панова, И.Хромачёва | Италия Р.Винчи, К.Кнапп, Ф.Пеннетта, С.Эррани | 0-4           |

## История выступлений на турнирах
По состоянию на 3 марта 2025 года
Для того, чтобы предотвратить неразбериху и удваивание счета, информация в этой таблице корректируется только по окончании участия там данного игрока.
| Турнир                       | 2014  | 2015  | 2016  | 2018  | 2019  | 2020  | 2021  | 2023  | Итог   | В/П за карьеру |
| ---------------------------- | ----- | ----- | ----- | ----- | ----- | ----- | ----- | ----- | ------ | -------------- |
| Турниры Большого шлема       |       |       |       |       |       |       |       |       |        |                |
| Открытый чемпионат Австралии | -     | -     | 4Р    | -     | 2Р    | 1Р    | 1Р    | -     | 0 / 4  | 4-4            |
| Открытый чемпионат Франции   | -     | 1Р    | 1Р    | -     | 1Р    | 1Р    | 1Р    | -     | 0 / 5  | 0-5            |
| Уимблдонский турнир          | -     | 1Р    | 1Р    | -     | 2Р    | НП    | -     | 1Р    | 0 / 4  | 1-4            |
| Открытый чемпионат США       | К     | К     | -     | 1Р    | 2Р    | 2Р    | -     | 1Р    | 0 / 4  | 2-4            |
| Итог                         | 0 / 0 | 0 / 2 | 0 / 3 | 0 / 1 | 0 / 4 | 0 / 3 | 0 / 2 | 0 / 2 | 0 / 17 |                |
| В/П в сезоне                 | 0-0   | 0-2   | 3-3   | 0-1   | 3-4   | 1-3   | 0-2   | 0-2   |        | 7-17           |

К — проигрыш в квалификационном турнире.